# Wallander – Byfånen
Wallander – Byfånen är en svensk thriller från 2005. Det är den andra filmen i den första omgången med Krister Henriksson som Kurt Wallander. Filmen släpptes på DVD den 3 augusti 2005.

## Handling
En efterbliven man, känd i Ystad som den snälle "Planet-Göran", tar sig in på en bank med en sprängladdning på kroppen och begär en summa pengar. Gisslandramat som följer verkar få en lycklig utgång då mannen kommer ut ur banken med pengarna och ska visa allmänheten som samlats att bomben är ofarlig. Sekunder senare spränger han sig själv till döds. Det hela ser ut som en tragisk olyckshändelse men bomben är för avancerad för att kunna vara konstruerad av den efterblivne mannen. Wallanders team börjar nysta i mannens förflutna och det verkar som om Göran har varit ett verktyg i en ondskefull plan.

## Rollista (i urval)
- Krister Henriksson - Kurt Wallander
- Johanna Sällström - Linda Wallander
- Ola Rapace - Stefan Lindman
- Angela Kovács - Ann-Britt Höglund
- Chatarina Larsson - Lisa Holgersson
- Douglas Johansson - Martinsson
- Mats Bergman - Nyberg
- Marianne Mörck - Ebba
- Fredrik Gunnarsson - Svartman
- Anders Ekborg - Göran/Görans bror
- Amanda Ooms - Henrietta Leike
- Johan Rabaeus - Eric Leike
- Stina Ekblad - Rättsläkare
- Hanna Landing - Skollärarinan
- Anette Lindbäck - Signe
- Boel Larsson - Kassörska 2
- Samer Shaaban - Taxitelefonist
- Toni Rhodin - Michael Sandell
- Tore Bengtsson - Ove
- Thomas Leandersson - Auktionsförrättare
- Hanna Landing Eriksson - Lärarinna
- Petra Brylander - Mathilda Johannsson
- Göran Aronsson - Grönkvist
- Linus Jardert - David Leike
- Joakim Ternström - Smugglare